# Gajra

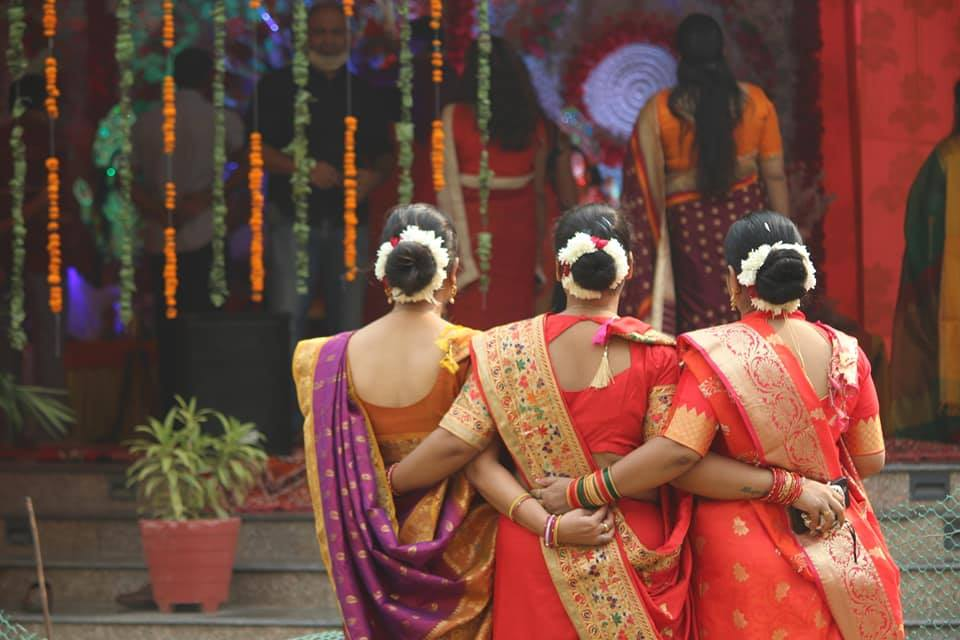
Dames indiennes coiffées de gajras, pendant une célébration religieuse.

Le Gajra (hindi : गजरा ou ourdou : گجرا ; bengali : গজরা (gôjôrā) ; marathi : गजरा) est une guirlande de fleurs et un élément de coiffure portée par les femmes du sous-continent indien lors d'occasions festives, de mariages ou dans le cadre de tenues traditionnelles de tous les jours. Il est habituellement constitué de différentes variétés de fleurs de jasmin, mais la rose, les fleurs de crossandra (Crossandra infundibuliformis) et les fleurs de barleria sont également largement utilisés, ainsi que les fleurs de magnolia champak, de tubéreuse et d'orchidée (Rhynchostylis retusa) entre autres,,. Il peut être porté aussi bien sur le chignon qu'avec le lovage de la tresse. Le gajra est constitutif de la toilette traditionnelle des femmes d'Inde méridionale,, et moins couramment du Gujarat, qui le portent généralement avec des vêtements traditionnels. Ailleurs, il est occasionnel, porté principalement lors de festivités et de mariages, durant lesquels il peut également être porté au poignet.
La confection de gajra suscite et absorbe une part importante de la production floricole indienne. En 1976, il était estimé que 50 % du volume de fleurs en vente à Madras, Bangalore et Bombay était destiné à la production de gajras et de venis. Un chiffre révélateur d'une prépondérance sudiste dans la demande en gajra, qui est devenu un élément stéréotypique de la femme sud-indienne dans l'imaginaire populaire indien. Cette régionalisation des habitudes de consommation est due à la place du gajra dans les normes socio-culturelles et les croyances liées à la féminité en Inde du Sud,.
En Inde septentrionale et au Pakistan, le gajra a pu être associé à la culture des tawaif, des courtisanes maîtresses des beaux-arts et de l'étiquette, dont les mécènes avaient la coutume d'arborer un gajra au poignet lorsqu'ils leur rendaient visite au kotha (maison close). Le port masculin du gajra peut être aussi observé en Inde du Sud, dans le contexte religieux des temples, où peuvent être remis aux dévots des gajras en tant que prasada. Ainsi les hommes qui reçoivent ce prasada l'arborent à l'arrière de l'oreille.
Apparenté au gajra, la veni est une coiffe propre au sud de l'Inde, un arrangement floral couvrant la tresse et l'arrière de la tête, communément employé pour certaines cérémonies comme le mariage ou par les danseuses lors de représentations de danses classiques indiennes,. C'est une structure en forme de tresse, qui peut être faite de carton dur ou de feuilles coriaces, généralement longue de 90 cm pour 7 à 10 cm de largeur, sur laquelle repose des fleurs et des ornements (bijoux, etc.), qui en couvrent complètement l'ossature.

## Galerie

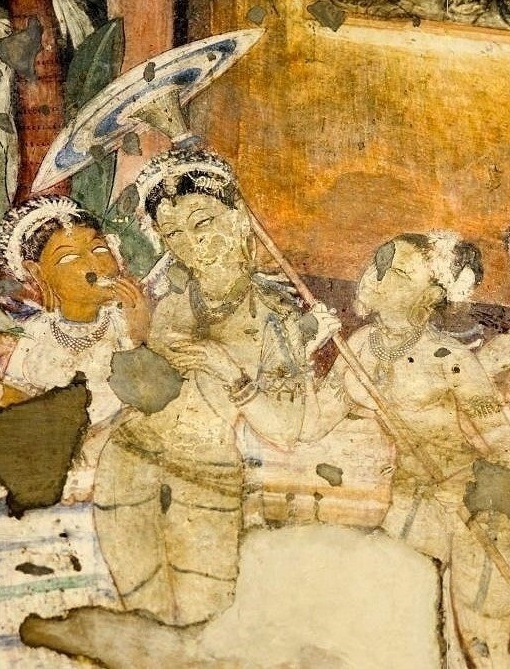
Une damoiselle et ses courtisanes coiffées de gajra de jasmin. Fresque dans une des grottes d'Ajantâ (entre le IIe siècle av. J.-C. et le VIIe siècle apr. J.-C.).
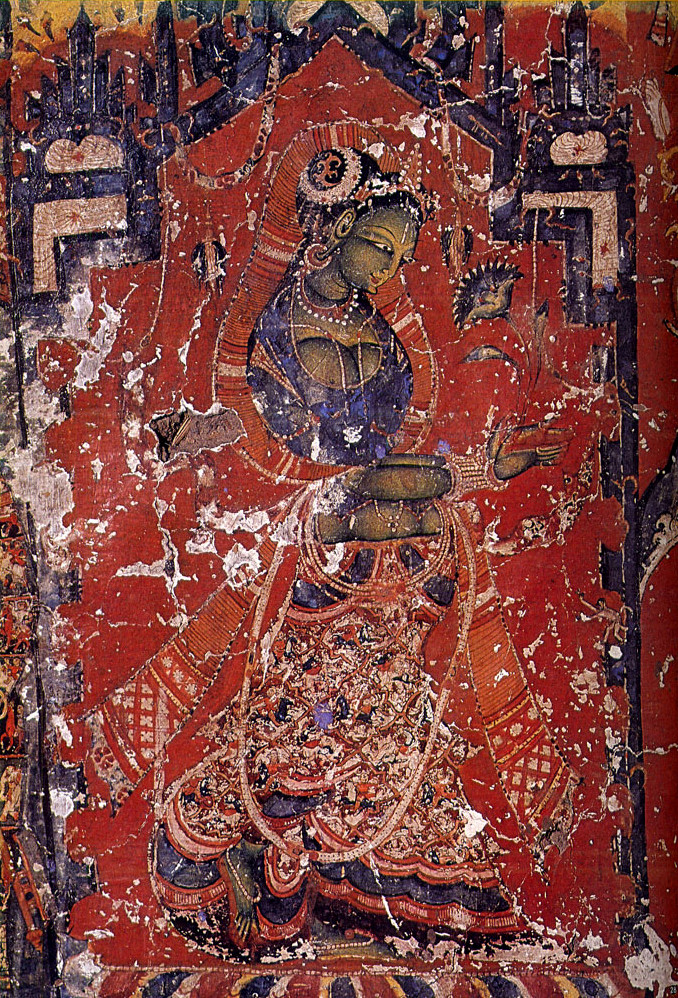
Tara verte avec un gajra de jasmin autour du chignon. Peinture murale dans le bâtiment Sumtsek du Monastère d'Alchi au Ladakh (XIe siècle).
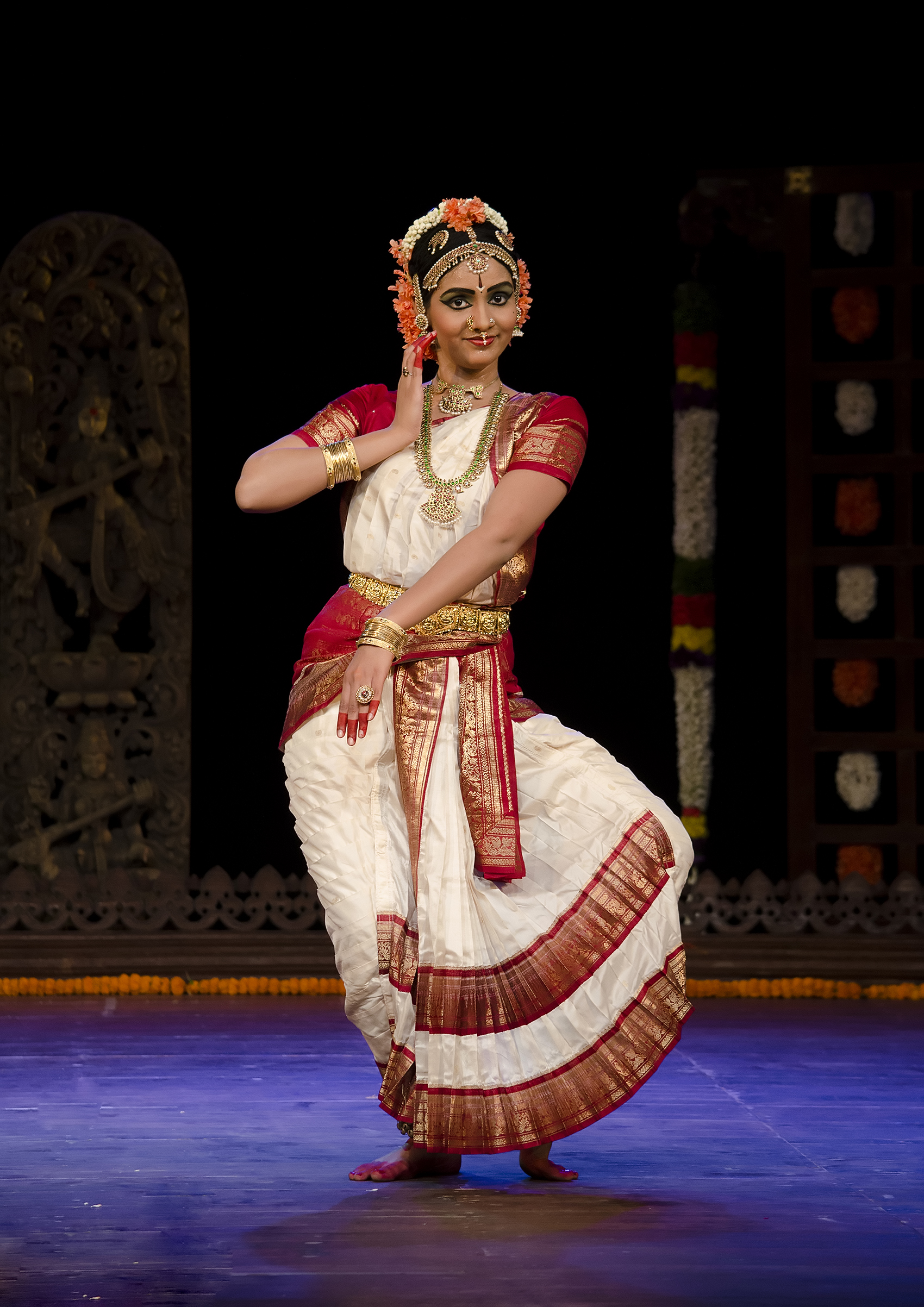
Une danseuse de Kuchipudi parée d'un gajra de jasmin et de fleurs de crossandra.
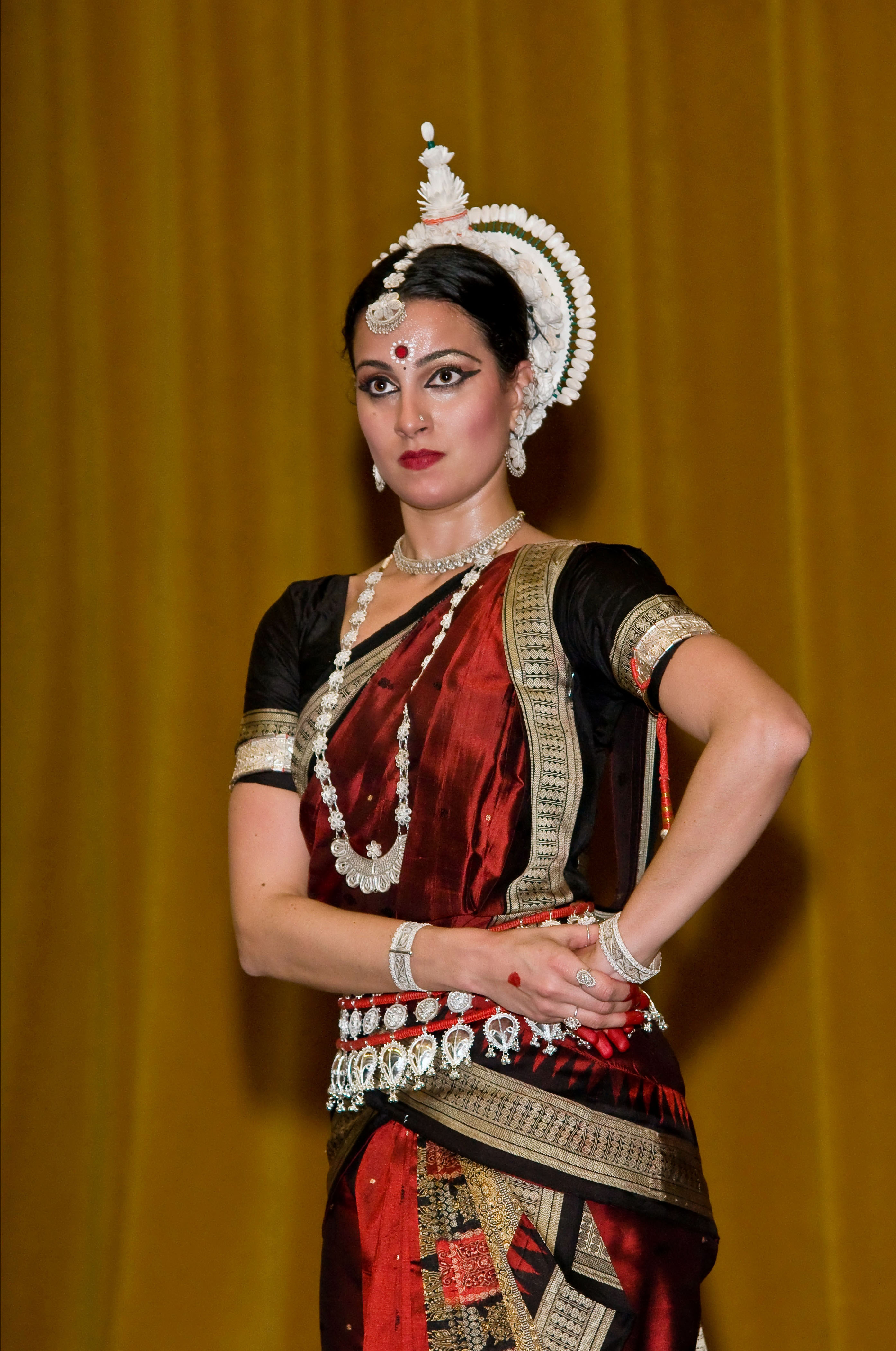
Les imitations traditionnelles de Gajra, portées par les danseurs d'Odissi, sont fabriquées à partir de liège indien ou Sholapith, extrait d'une plante du genre Aeschynomene.
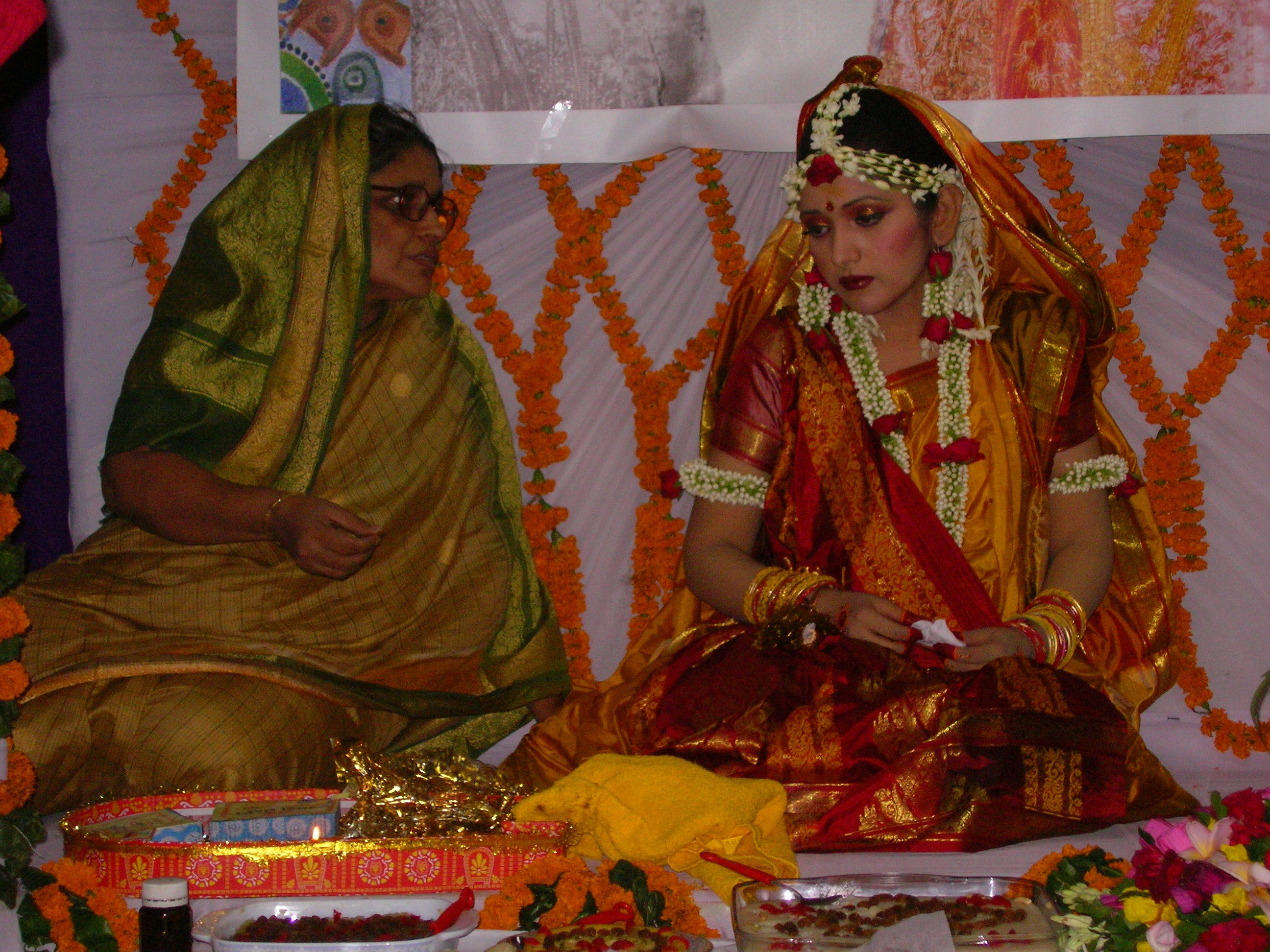
Une mariée parée d'ornements floraux, dont des gajras, pour la cérémonie du Haldi, Mehandi ou Sangeet, lors d'un mariage bengali hindou au Bangladesh.
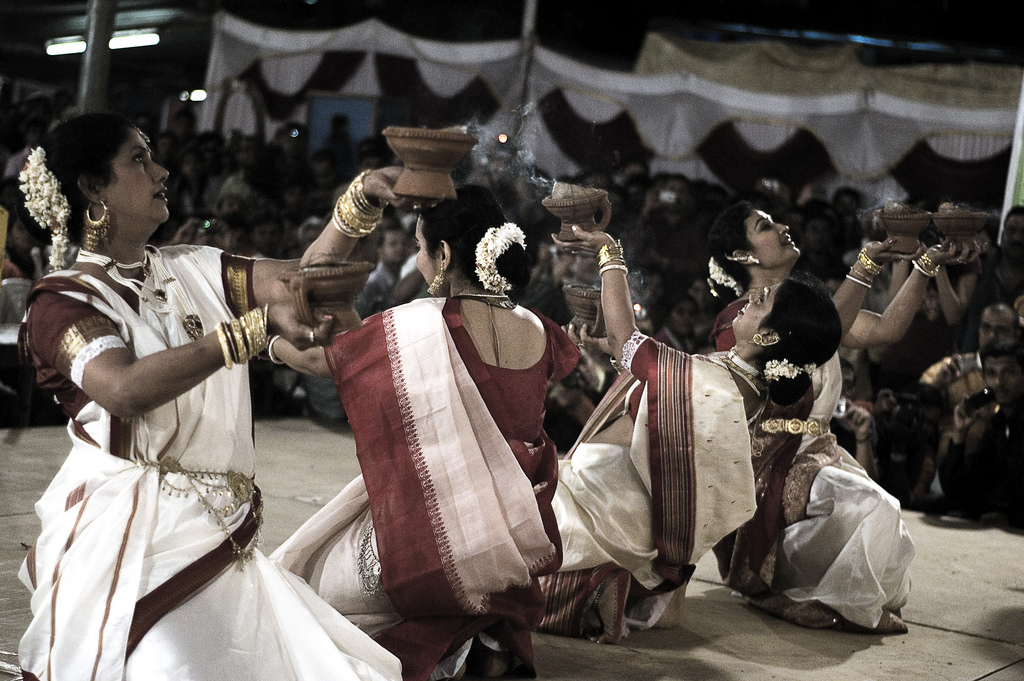
Femmes coiffées de gajra, exécutant l'Aarati lors d'une célébration bengalie des Navaratri à Bangalore.
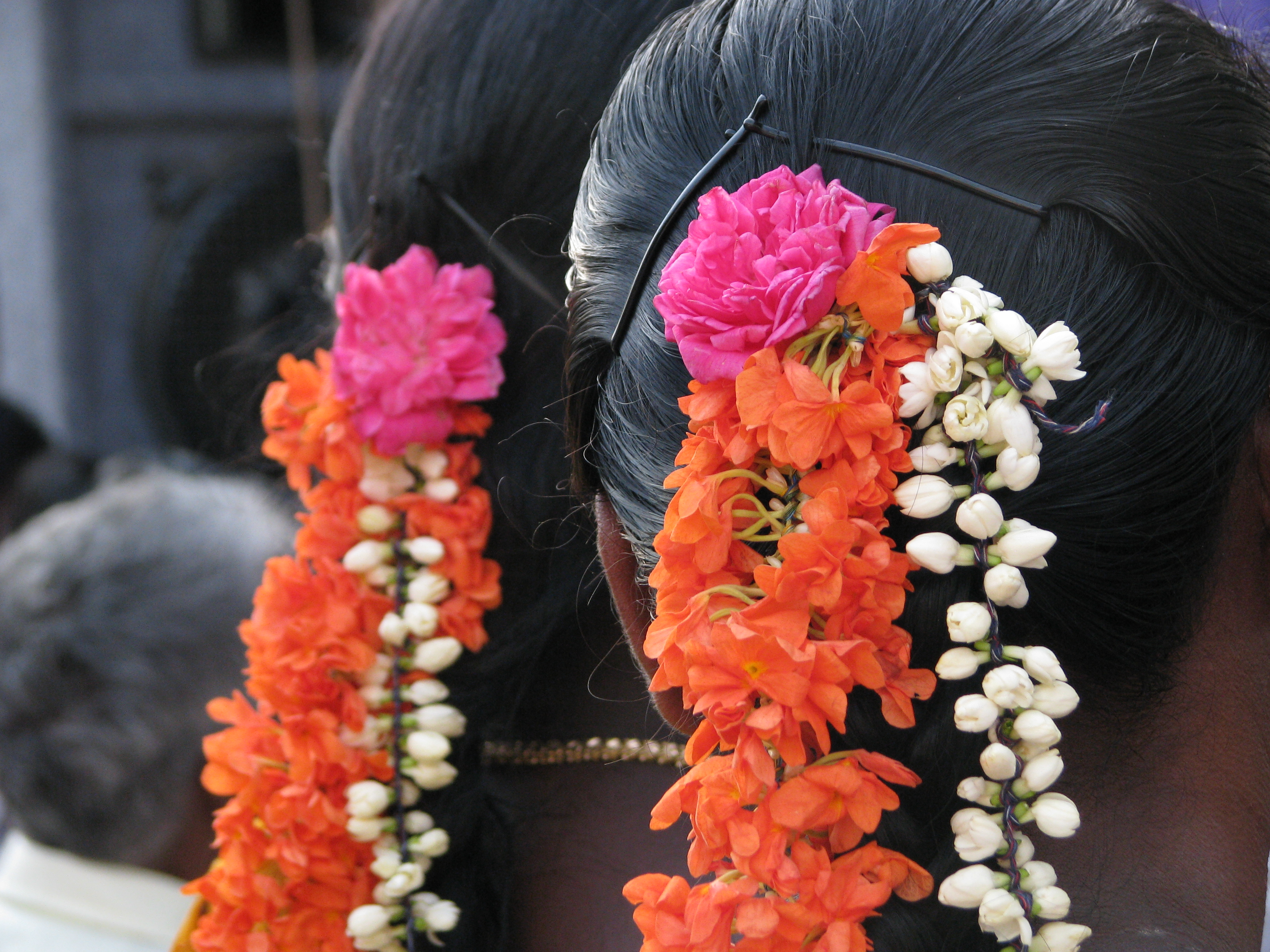
Deux femmes qui portent des gajras mêlants fleurs de crossandra, de jasmin et des roses.
Une mariée du Tamil Nadu sur un timbre postal indien de 1980. À remarquer sa tresse parée du veni, une coiffe qui remonte jusqu'à l'arrière de la tête.
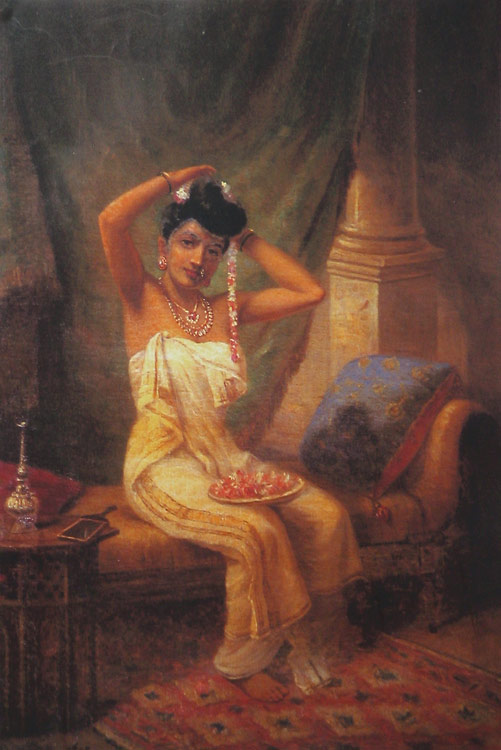
Dame Nair ornant ses cheveux. Tableau de Raja Ravi Varma réalisé en 1873.
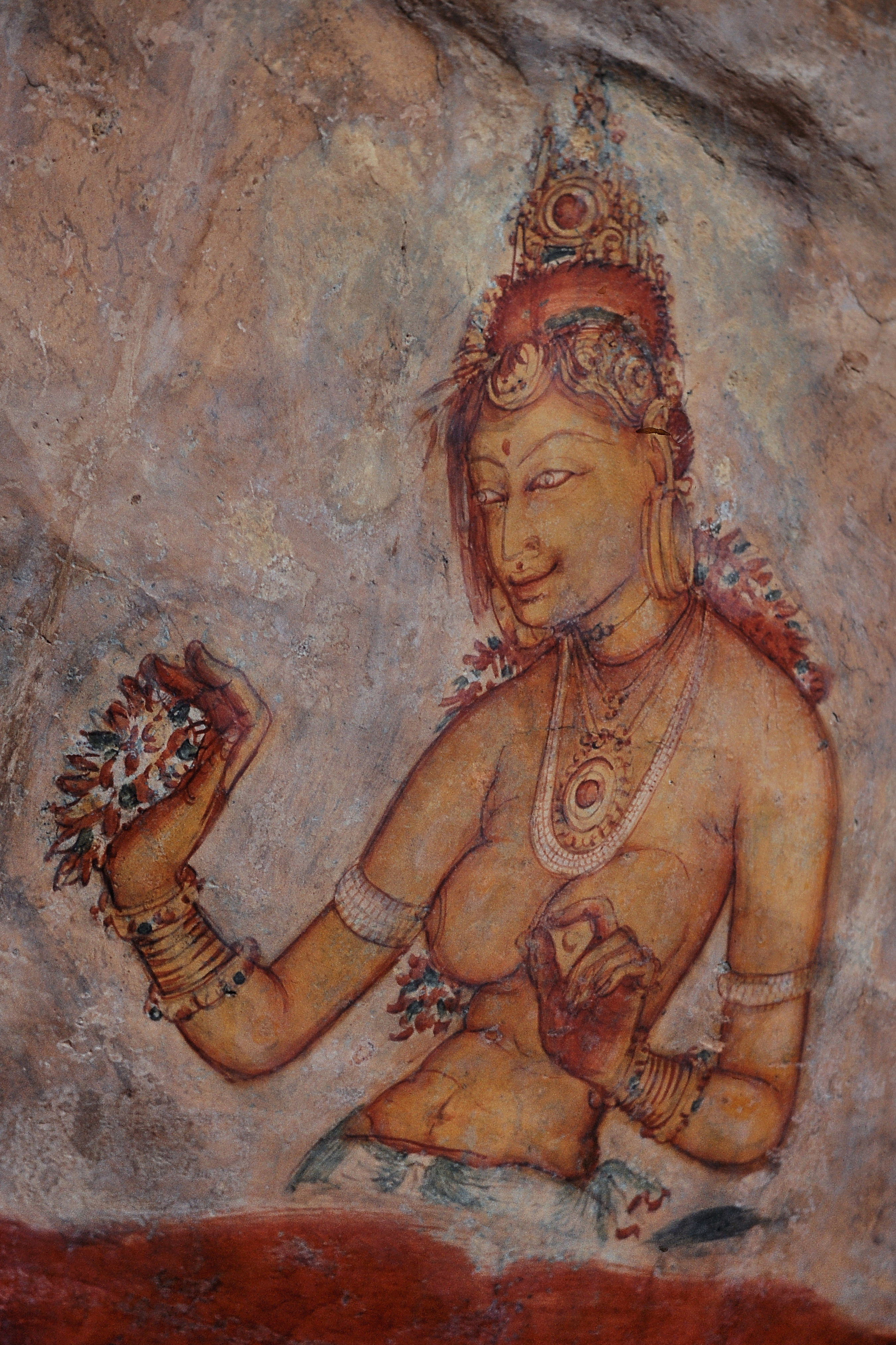
Une des damoiselles des fresques de Sigirîya au Sri Lanka (Ve siècle), coiffée d'un gajra et en tenant un autre sur sa main droite.
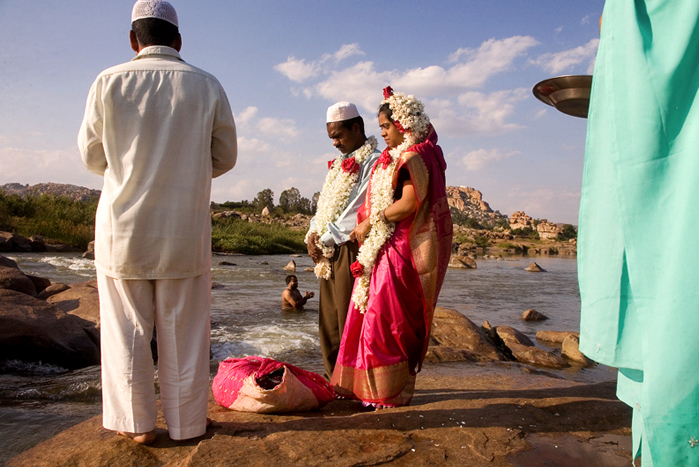
Un mariage dakhni (musulman) à Hampi. À noter la chevelure de la mariée, enveloppée sous des couches de gajras.
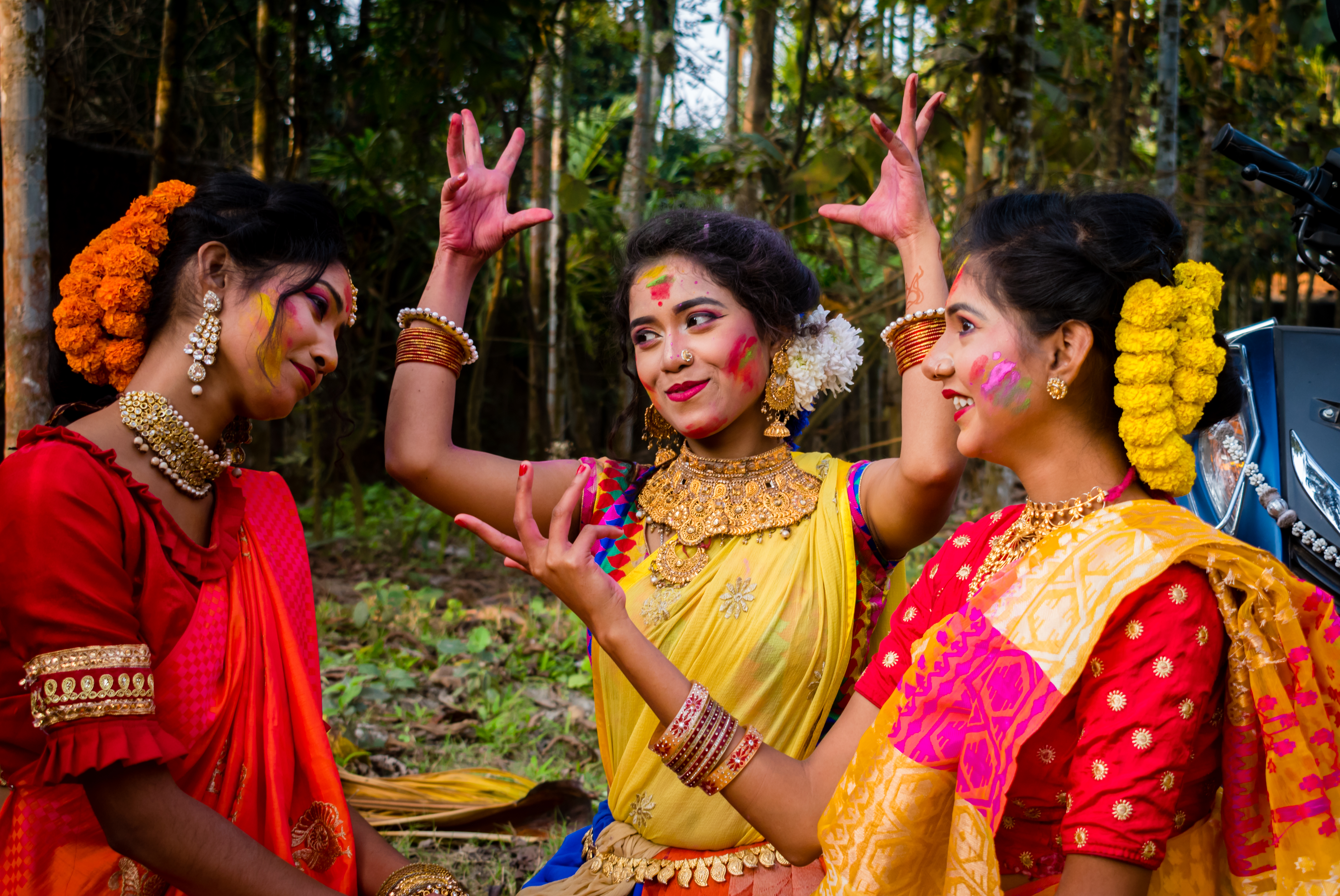
Des jeunes femmes à une célébration du Holi au Bengale-Occidental, qui portent des gajras de marigold ou rose d'Inde.
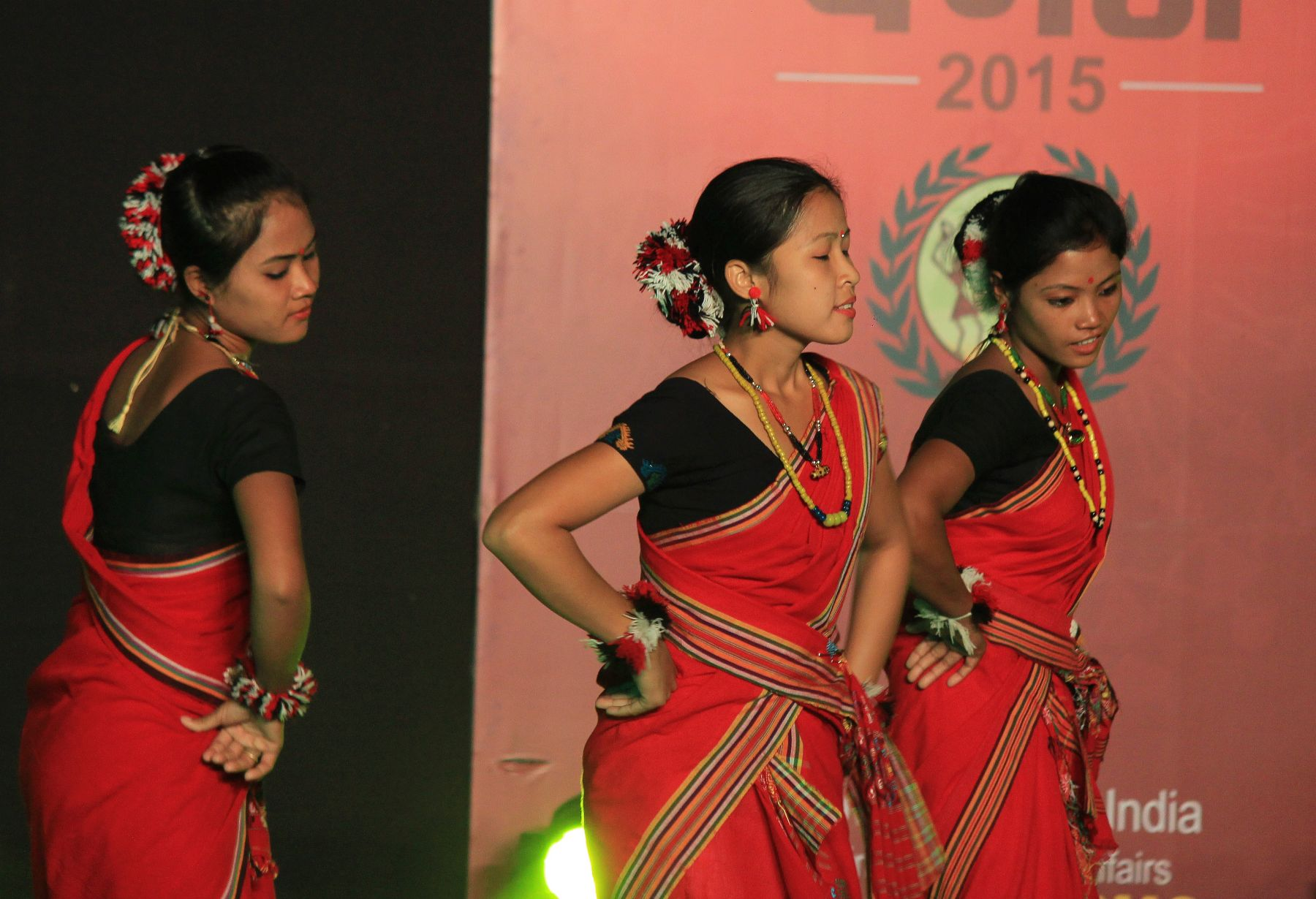
Danseuses Mising de Gumrag à New Delhi, avec des gajras factices au chignon et au poignet.
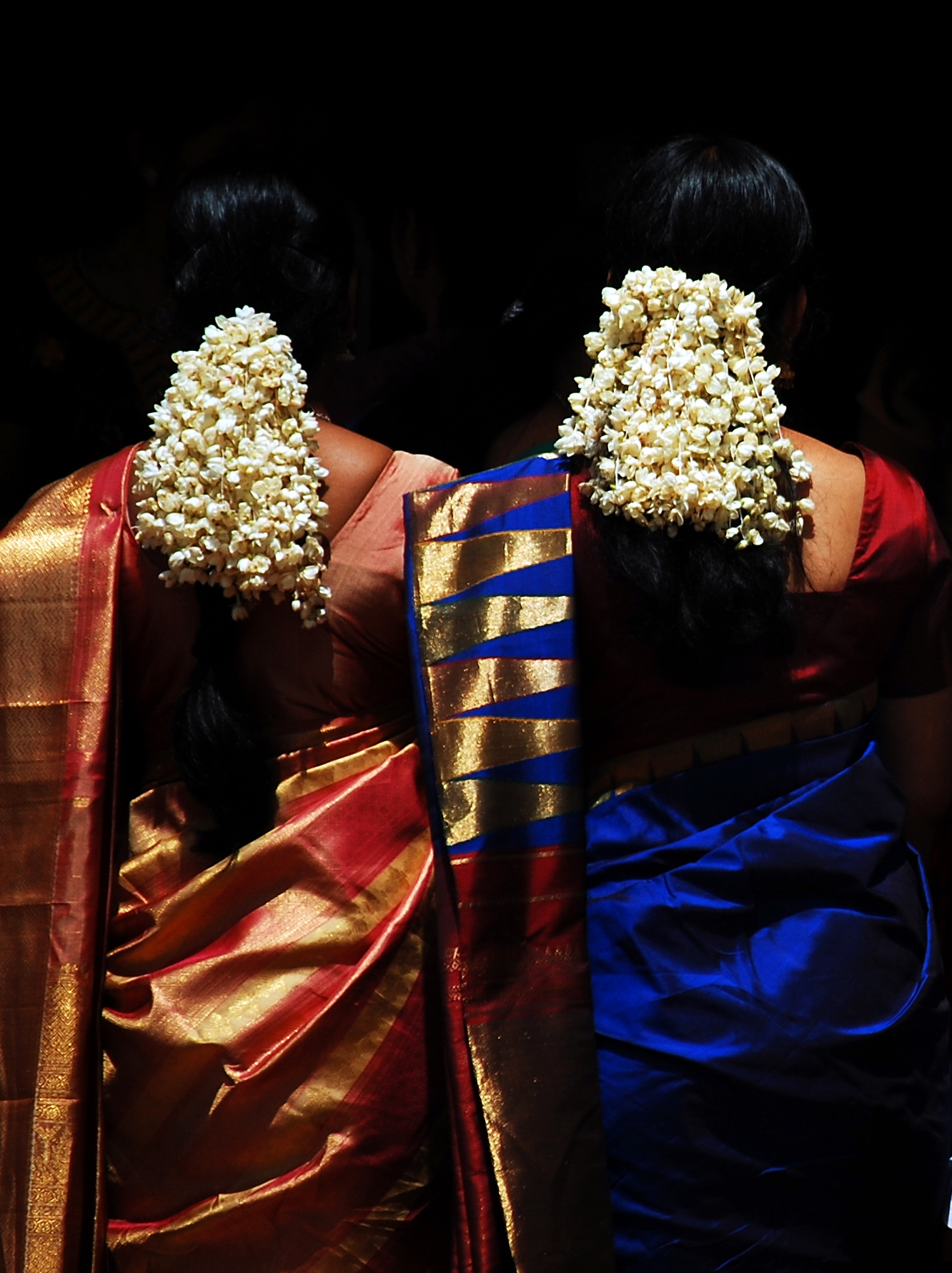
Deux femmes portants le gajra de jasmin (le plus commun) à la mode sud-indienne.
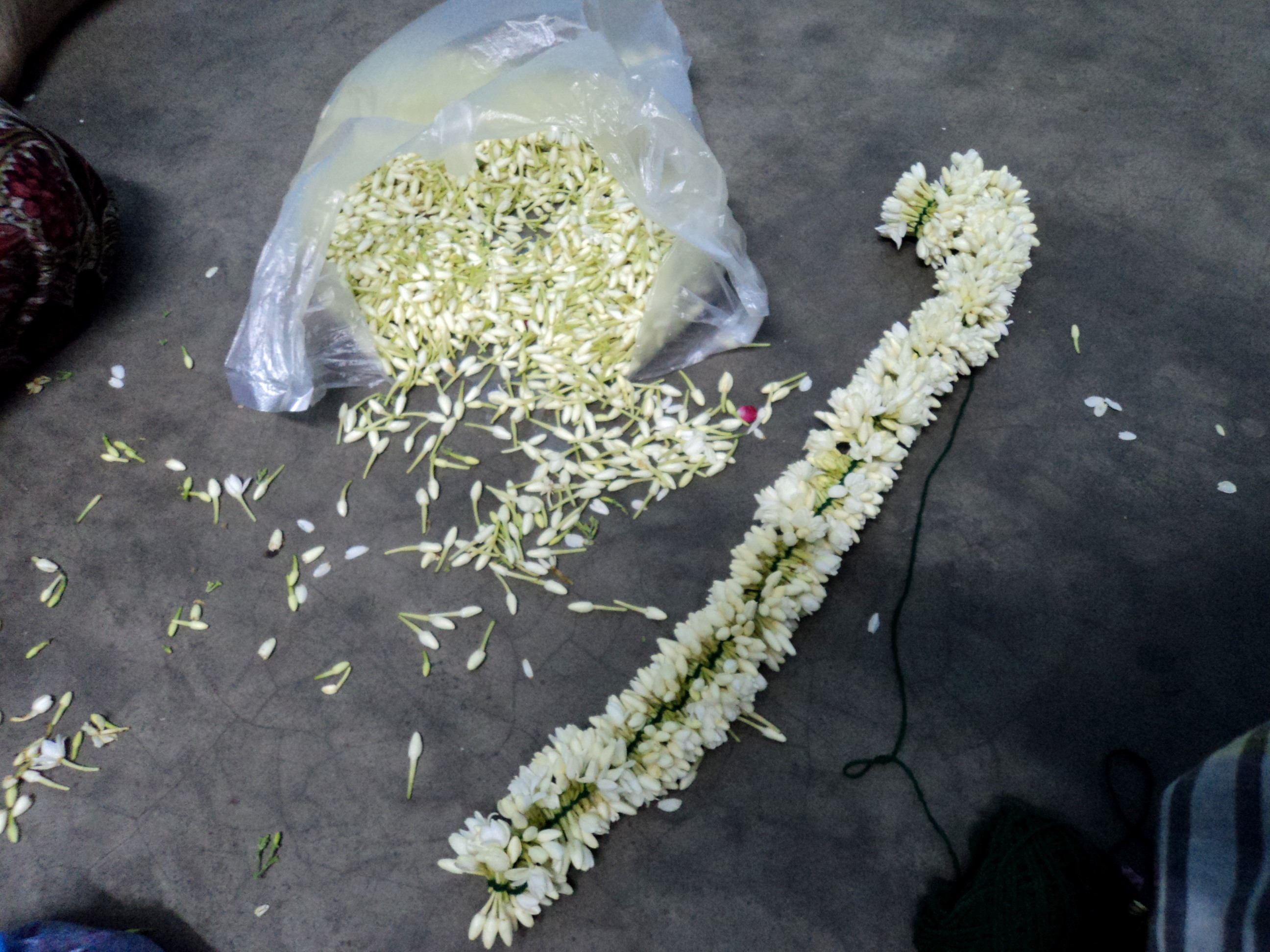
Fabrication d'une guirlande de jasmin dans le sud de l'Inde.